# Cielce (gromada)
Cielce – dawna gromada, czyli najmniejsza jednostka podziału terytorialnego Polskiej Rzeczypospolitej Ludowej w latach 1954–1972.
Gromady, z gromadzkimi radami narodowymi (GRN) jako organami władzy najniższego stopnia na wsi, funkcjonowały od reformy reorganizującej administrację wiejską przeprowadzonej jesienią 1954 do momentu ich zniesienia z dniem 1 stycznia 1973, tym samym wypierając organizację gminną w latach 1954–1972.
Gromadę Cielce siedzibą GRN w Cielcach utworzono – jako jedną z 8759 gromad na obszarze Polski – w powiecie tureckim w woj. poznańskim, na mocy uchwały nr 39/54 WRN w Poznaniu z dnia 5 października 1954. W skład jednostki weszły obszary dotychczasowych gromad Cielce, Grzybki, Proboszczowice, Witów i Zielęcin Mały ze zniesionej gminy Jeziorsko oraz obszar dotychczasowej gromady Wacławów ze zniesionej gminy Goszczanów w powiecie tureckim w woj. poznańskim, a także obszar dotychczasowej gromady Czartki oraz miejscowość Góra z dotychczasowej gromady Góra ze zniesionej gminy Bartochów w powiecie sieradzkim w  woj. łódzkim. Dla gromady ustalono 24 członków gromadzkiej rady narodowej.
31 grudnia 1971 do gromady Cielce włączono miejscowości Socha Wieś i Socha Kolonia ze zniesionej gromady Ustków w tymże powiecie.
Gromada przetrwała do końca 1972 roku, czyli do kolejnej reformy gminnej.